# Elezioni parlamentari in Liechtenstein del 2013
Le elezioni parlamentari in Liechtenstein del 2013 si tennero il 3 febbraio per il rinnovo del Landtag.

## Risultati
| Liste                                    | Voti    | %     | Seggi |
| ---------------------------------------- | ------- | ----- | ----- |
| Partito Progressista dei Cittadini (FDP) | 77 644  | 40,00 | 10    |
| Unione Patriottica (VU)                  | 65 118  | 33,55 | 8     |
| Gli Indipendenti (DU)                    | 29 739  | 15,32 | 4     |
| Lista Libera (FL)                        | 21 604  | 11,13 | 3     |
| Totale                                   | 194 105 | 100   | 25    |